# Moskauer Variante
|   | a | b | c | d | e | f | g | h |   |
| 8 |   |   |   |   |   |   |   |   | 8 |
| 7 |   |   |   |   |   |   |   |   | 7 |
| 6 |   |   |   |   |   |   |   |   | 6 |
| 5 |   |   |   |   |   |   |   |   | 5 |
| 4 |   |   |   |   |   |   |   |   | 4 |
| 3 |   |   |   |   |   |   |   |   | 3 |
| 2 |   |   |   |   |   |   |   |   | 2 |
| 1 |   |   |   |   |   |   |   |   | 1 |
|   | a | b | c | d | e | f | g | h |   |

Die Grundstellung der Moskauer Variante nach 5. … h7–h6
Die Moskauer Variante ist eine Eröffnung im Schachspiel, die zum Damengambit zählt und folglich zu den geschlossenen Spielen gehört. In der Eröffnungssystematik der ECO-Codes wird sie unter dem Schlüssel D43 klassifiziert.
Die Moskauer Variante entwickelt sich aus der Halbslawischen Verteidigung und entsteht zum Beispiel nach den Zügen (siehe auch: Schachnotation): 
1. d2–d4 d7–d5
2. c2–c4 e7–e6
3. Sb1–c3 Sg8–f6
4. Sg1–f3 c7–c6
5. Lc1–g5 h7–h6

## Geschichte
In mehreren Partien des Internationalen Moskauer Turniers von 1925 tauchte (mit Zugumstellungen) die Variante 1. d2–d4 d7–d5 2. c2–c4 e7–e6 3. Sg1–f3 Sg8–f6 4. Lc1–g5 h7–h6  auf. Lediglich diese Zugfolge wurde über Jahrzehnte daher als Moskauer Variante bezeichnet. In der Partie Emanuel Lasker – Rudolf Spielmann, 1925, folgte weiter 5. Lg5xf6 Dd8xf6 6. Sb1–c3 c7–c6, wonach die heute übliche Position der Moskauer Variante entstand.

## Moderne Interpretation
Heutzutage gilt jedoch üblicherweise die halbslawische Zugfolge 1. d2–d4 d7–d5 2. c2–c4 e7–e6 3. Sb1–c3 Sg8–f6 4. Sg1–f3 c7–c6 5. Lc1–g5 h7–h6 als Ausgangspunkt dieser Eröffnung.
- Nach 6. Lg5xf6 Dd8xf6 entsteht die eigentliche Moskauer Variante.
- Der Rückzug 6. Lg5–h4 führt zur sogenannten Anti-Moskauer Variante und typischerweise einem Bauernopfer nach 6. … d5xc4 7. e2–e4 g7–g5 8. Lh4–g3 b7–b5. Beim Corus-Schachturnier 2008 opferte Wesselin Topalow nach 9. Lf1–e2 Lc8–b7 10. 0–0 Sb8–d7 11. Sf3–e5 Lf8–g7 gegen Wladimir Kramnik sogar mit 12. Se5xf7!? überraschend seinen Springer. Dieser Moment wurde am 24. Januar 2008  auf der Titelseite der Frankfurter Allgemeinen Zeitung abgebildet.[1]